# 71-402
71-402 – silnikowy wagon tramwajowy produkowany w latach 1997–2005 w zakładach Uraltransmasz w Rosji.

## Opis
Jest to jednokierunkowy wagon konstrukcji stalowej, przystosowany do rozstawu torów 1525 mm. Posiada troje drzwi otwieranych do wewnątrz, wewnątrz umieszczono siedzenia w układzie 2+1.